# Вийратси (волость)
Ви́йратси (эст. Viiratsi) — бывшая волость в Эстонии в составе уезда Вильяндимаа.
В 2013 году волость Вийратси вошла в состав волости Вильянди.
Площадь волости составляла 213 км², численность населения на  1 января 2006 года — 3746 человек.
Административным центром волости являлся посёлок Вийратси, помимо которого на территории волости находилась 21 деревня: Йыэкюла, Кибекюла, Куудекюла, Лойме, Мяэльткюла, Мяхма, Ребасте, Ридакюла, Руудикюла, Саарекюла, Сурва, Тусти, Тынукюла, Тянассильма, Уусна, Вальма, Вана-Выйду, Ванавялья, Вардья, Васара, Вериласке.